# كونار بنامي
كونار بنامي (الاسم العلمي:Connarus panamensis) هو نوع من النباتات يتبع جنس الكونار من الفصيلة الكونارية.